# Anatolie Tihai
Anatolie Tihai (în rusă Анатолий Тихай; n. 23 noiembrie 1838, Tărăsăuți, gubernia Basarabia, Imperiul Rus – d. 28 noiembrie 1893, Sankt Petersburg, Imperiul Rus) a fost un ieromonah ortodox român, originar din Basarabia, care a venit în Japonia la începutul anilor 1870 pentru a-l ajuta pe arhimandritul rus Nikolai Kasatkin (viitor episcop) în activitatea misionară în Japonia.
A fost paroh al bisericii ortodoxe și superior al Centrului misionar din Hakodate (1872-1879), profesor la Seminarul Teologic Ortodox din Japonia (Surugadai Kanda, Tokyo), fondator al bisericii din Osaka (1878), conducător al Misiunii Ortodoxe Ruse în Japonia (1879-1880), profesor și director al Școlii de catiheți din Osaka (1882-1889).

## Biografie

### Tinerețea
S-a născut la 23 noiembrie 1838 (după alte surse, la 30 august 1838) în satul Tărăsăuți din ținutul Hotin (după alte surse, la Bălți), teritoriu din partea de nord a Moldovei care a fost anexat de Imperiul Rus în 1812 și denumit Basarabia. A fost botezat la 30 noiembrie 1838 de preotul Petru Cernov, primind numele Alexandru. Tatăl său era Dumitru (Dimitrie) Tihai, administratorul moșiei familiei Sturdza din Noua Suliță și ulterior paraeclesiarh al Catedralei din Bălți, iar mama sa se numea Elisabeta. Ambii săi părinți au fost „Români curați”, susținea Gheorghe P. Samurianu într-un articol publicat în 1888 în revista Biserica Orthodoxă Română. Alexandru Tihai a avut două surori: viitoarele preotese Marta și Olimpiada și un frate: Iacob. Un alt frate ar fi murit timpuriu la Chișinău. Numele familiei sale ar fi fost, după unele surse, Chihai.
Alexandru Tihai a copilărit în satele Noua Suliță și Marșenița. A urmat școala primară în orașul Bălți și apoi a studiat la Seminarul Teologic din Chișinău. Atras de viața monahală, a abandonat studiile seminariale la 29 septembrie 1860, fără știrea părinților, și a plecat la Muntele Athos, unde a viețuit la Mănăstirea Zografu și a fost tuns în monahism sub numele de Anatolie în 1865. Deși era o mănăstire bulgărească, Mănăstirea Zografu adăpostea în acele vremuri mulți călugări moldoveni și administra mai multe moșii și mănăstiri pe teritoriul Basarabiei. În perioada stagiului athonit a învățat limbile greacă și bulgară, precum și pictura bizantină. În anul 1866 Anatolie a hotărât să se întoarcă în Rusia pentru a-și continua pregătirea teologică și a studiat într-un singur an toată materia claselor filozofică și teologică.
După absolvirea seminarului, a fost admis în toamna anului 1867 la cursurile Academiei Teologice din Kiev, pe care le-a absolvit în iunie 1871 cu gradul de candidat în teologie, după susținerea lucrării Sfinții ultimelor zile sau mormonii. Studiu istoric și critic). A fost coleg în timpul studiilor cu Silvestru Bălănescu (viitor episcop al Hușilor) și cu M.I. Epure (viitor profesor de limba greacă și director al Seminarului Teologic din Chișinău), cu care a ținut corespondență o lungă perioadă. Silvestru Bălănescu scria că Anatolie Tihai era „român din Basarabia rusă”, iar Gheorghe P. Samurianu îl considera a fi un „susținător al românismului în Rusia”. În perioada studiilor a fost hirotonit ierodiacon și apoi ieromonah.

### Misionar în Japonia
În anul 1869 a avut prilejul să asculte o prelegere a ieromonahului Nikolai Kasatkin, parohul bisericii consulatului rus din Japonia, despre starea Misiunii Ortodoxe Ruse din Japonia și a dobândit dorința de a se consacra slujirii misionare. După absolvirea studiilor universitare Anatolie Tihai a înaintat Sfântului Sinod al Bisericii Ortodoxe Ruse o cerere prin care solicita să fie trimis misionar în Japonia, cerere care i-a fost aprobată. A fost trimis apoi să-l ajute pe arhimandritul Nikolai Kasatkin în activitatea sa misionară din Japonia, devenind unul dintre colaboratorii săi apropiați. Ieromonahul Tihai a sosit în Japonia la 7 decembrie 1871, atunci când activitatea misionară a arhimandritului Kasatkin era concentrată în zona orașului Hakodate de pe insula Hokkaidō din nordul Japoniei. După analizarea situației misiunii ortodoxe ruse în Japonia, împreună cu preotul nou-venit, Nikolai Kasatkin l-a repartizat pe ieromonahul Anatolie la parohia ortodoxă existentă la Hakodate pentru a continua dezvoltarea comunității ortodoxe care se formase acolo. Acest lucru i-a permis arhimandritului Kasatkin să-și mute activitățile la Edo (Tokyo), unde a plecat în ianuarie 1872.
Anatolie Tihai a fost paroh al bisericii ortodoxe și superior al Centrului misionar din Hakodate în perioada 1872-1879. Slujbele se țineau inițial în limba rusă, iar răspunsurile la strană erau date de Pavel Takuma Sawabe, care a tradus răspunsul „Doamne, miluiește!” în limba japoneză și s-a străduit să traducă textul întregii cântări din rusă în japoneză. Ieromonahul Anatolie a reușit relativ repede să învețe limba japoneză și a putut să țină slujbe și predici în limba pe care o vorbeau enoriașii săi. A reușit să creștineze până în 1875 aproximativ 225 de japonezi, formând astfel o comunitate ortodoxă de aproape 300 de membri. În 1873 Anatolie Tihai a înființat Școala Primară Ortodoxă Motomachi din orașul Hakodate, unde a predat în următorii șapte ani. În jurul anului 1880 școala avea 300 de elevi înmatriculați. În 1878 Anatolie Tihai a botezat 33 de neofiți japonezi din Osaka, punând astfel bazele primei biserici ortodoxe din acest oraș.
Activitatea de catehizare a fost dificilă, după cum reiese din jurnalul pr. Tihai, deoarece japonezii aveau o credință total diferită de cea a misionarilor, iar Anatolie Tihai a fost nevoit să amâne botezul celor catehizați căci „nu sunt destul de bine pregătiți ca să primească sfântul botez”. Odată însușite bazele credinței creștin-ortodoxe, comunitatea a început să se închege: „Japonezii care au primit credința stau tare în adevăr și le sunt de mare ajutor catehizatorilor noștri”. Un rol important îl avea predica, pe care noii credincioși au început să o solicite mai mult, iar îmbinarea slujbei cu predica făcea ca „noii ostași ai lui Hristos să se adune la rugăciune cu multă tragere de inimă”. Predicarea în limba japoneză a fost un element important în atragerea populației, iar ortodoxia se răspândea rapid, în ciuda numărului mic de misionari, deoarece, după cum afirma Tihai, catolicii predicau în limba latină și trebuiau să aștepte îndrumări de la Roma, iar protestanții erau dezbinați.
Arhimandritul Nikolai Kasatkin a părăsit Japonia în 1879 pentru a călători în Rusia, unde a fost ales la 17 martie 1880 episcop de Revel și vicar al Eparhiei de Riga, cu detașare în Japonia și a fost hirotonit episcop la 30 martie 1880 în Catedrala „Sf. Treime” din Lavra „Sf. Alexandru Nevski” din Sankt Petersburg, iar în perioada lipsei sale Misiunea Ortodoxă Rusă din Japonia a fost condusă de Anatolie Tihai. După întoarcerea episcopului la Tokyo, ieromonahul Anatolie a fost ridicat la 21 noiembrie 1880 (cu ocazia primei slujbe episcopale) la rangul de arhimandrit și a fost chemat de episcopul Nikolai să vină la sediul Misiunii Ortodoxe Ruse din districtul Kanda Surugadai al orașului Tokyo pentru a deveni decanul Școlii de limbi străine și al nou-înființatului seminar. Aici a predat teologie și l-a asistat pe episcopul Nikolai. A înființat în 1880 o școală de pictură bisericească și a deschis ulterior un atelier de pictură a icoanelor. A organizat școli duminicale și a predicat în mai multe orașe, inclusiv la Kyoto, familiarizându-se cu diferitele dialecte vorbite în Japonia. Numărul credincioșilor creștin-ortodocși japonezi a crescut an de an: astfel, dacă în 1881 erau 6.090 de credincioși, numărul lor crescuse în noiembrie 1882 la 7.200, după cum îi scria la 26 noiembrie 1882 arhimandritul Anatolie fostului său coleg de academie, episcopul Silvestru Bălănescu. Pe măsură ce misiunea s-a extins, pr. Anatolie a fost însărcinat în 1882 să organizeze o școală misionară la Osaka, al cărei profesor și director a fost în perioada 1882-1889.
Anatolie Tihai a fost un poliglot remarcabil, cunoscând în afara limbii române, care îi era limbă maternă, mai multe limbi străine: rusă, slavonă, greacă, bulgară, japoneză și engleză și având noțiuni de franceză, germană și chineză. A tradus texte în limba japoneză, a predicat Evanghelia în limba japoneză și a purtat corespondență cu diferite publicații bisericești din Rusia, Basarabia și România. A alcătuit mai multe studii etnografice despre japonezi și alte etnii minoritare din Japonia, putând fi considerat primul niponist de origine română. A fost foarte iubit de credincioșii japonezi, care i se adresau cu apelative precum „Tătuca” sau „Părințelul” (Batiușka), după cum afirmă Serghie Stragorodski, misionar în Japonia în perioada 1890-1893 și viitor patriarh al Moscovei. La începutul activității sale misionare, existau doar 50 de creștini ortodocși în Japonia, pentru ca douăzeci de ani mai târziu să fie acolo peste 20.000 de creștini ortodocși.
În cei aproape 20 de ani în care a trăit în Extremul Orient a efectuat mai multe călătorii misionare pe întreg teritoriul Japoniei și o călătorie misionară în China (1888). A scris două jurnale misionare. Primul jurnal misionar al arhim. Anatolie Tihai a fost publicat în 2018, într-o ediție bilingvă româno-japoneză, de Editura Episcopiei de Bălți, cu binecuvântarea episcopului Antonie Telembici. În plus, Anatolie Tihai este autorul studiului Sectele religioase din Japonia, scris în limba rusă în ianuarie 1879 la Hakodate și publicat în același an în revista Missioner din Moscova și apoi, în 1882, în Analele Academiei Teologice din Kiev; versiunea în limba română, tradusă de Vlad Cubreacov, a fost publicată în anul 2019.
În semn de apreciere a activității sale a fost decorat de țarul Alexandru al II-lea al Rusiei cu Ordinul „Sfânta Ana” clasa a III-a la 24 aprilie 1876 și a fost ales membru al Societății Arheologice a Academiei Teologice din Kiev la 2 aprilie 1882.

### Moartea
La sfârșitul anilor 1880 sănătatea arhimandritului Anatolie a început să se deterioreze. Suferea de reumatism, iar în vara anului 1890 s-a întors în Rusia, intenționând să ajungă în Basarabia, după cum scria: „vin în Basarabia pentru că simt cum moartea mă pândește”. Nu a mai ajuns acolo, deoarece a murit la 28 noiembrie 1893 într-un spital din Sankt Petersburg. A fost înmormântat în cimitirul Lavrei „Sf. Alexandru Nevski” din Sankt Petersburg.

## In memoriam
Necrologurile publicate de japonezi la Tokyo l-au elogiat ca pe un întemeietor, alături de Nikolai Kasatkin, al comunității ortodoxe din Japonia: „Viața lui a fost ca o rouă”, „Acest om a făcut o cale de peste 10 mii de verste pentru a ajunge în țara noastră. Împreună cu episcopul Nicolae el a făcut totul pentru nașterea Bisericii Ortodoxe Nipone. El a avut cel mai mare prinos la punerea temeliei unei Biserici cu suflet cald și blând. Aceasta a fost ultima filă din Cartea vieții iubitului nostru învățător”, „Învățătorul părinte arhimandrit Anatolie, pe care l-am iubit mai mult decât pe oricine dintre cei cu care am fost în comuniune”. La începutul anului 1894 credincioșii ortodocși japonezi au inițiat o colectă publică de fonduri pentru construirea unui cenotaf în formă de cruce, care a fost înălțat în curtea Catedralei Ortodoxe din Tokyo. Cenotaful a fost distrus în timpul cutremurului din 1 septembrie 1923.
Ambasada României în Japonia a organizat la 12 decembrie 2012 un seminar despre preotul misionar român Anatolie Tihai, cu prilejul sărbătoririi a 140 de ani de la sosirea lui în Japonia. Cu acest prilej au susținut câte o prezentare ambasadorul Radu Șerban și pr. Demitrios Tanaka, directorul Relații Internaționale din cadrul Bisericii Ortodoxe Japoneze.
În cadrul Adunării Eparhiale a Episcopiei de Bălți din 13 iunie 2018, organizate sub conducerea episcopului Antonie Telembici, au fost aprobate, printre altele, instituirea unei distincții bisericești intitulate Ordinul „Cuviosul Anatolie Tihai” și înființarea Centrului Misionar Ortodox „Cuviosul Anatolie Tihai”.

## Scrieri
- Primul jurnal misionar al cuviosului Anatolie Tihai, un apostol român pe ogorul ortodoxiei japoneze (ルーマニアの使徒アナトリエ ・ティハイの使徒日記第一宣教師 日本の正教会の分野で), Ed. Episcopiei de Bălți, Chișinău, 2018. 112 p.[39]
- Sectele religioase din Japonia, Ed. Episcopiei de Bălți, Chișinău, 2019. 64 p.[45]

## Vezi și
- Iacob Tihai